# Alex Chesterman
Alexander Edward Chesterman (9 gennaio 1970) è un imprenditore britannico.

## Biografia
Chesterman ha conseguito una laurea in economia presso l'University College di Londra.

## Carriera
Comincia la sua carriera lavorativa in Planet Hollywood in cui, fino al 1998, ricopre il ruolo di vice presidente esecutivo. Terminata questa esperienza fonda ScreenSelect, successivamente rinominata LoveFilm, che venderà ad Amazon per 200 milioni di dollari.
Nel 2007 fonda Zoopla, un sito di annunci immobiliari. Nel 2014 Zoopla, rinominata per l'occasione ZPG, si quota alla London Stock Exchange con un valore di 919 milioni di sterline. Fino alla IPO la sua partecipazione era del 8%, con un valore di 73 milioni di sterline, successivamente vende il 3,5% delle azioni incassando 32 milioni di sterline ed impegnandosi a mantenere il resto della partecipazione per almeno un anno.
Nel 2018 ZPG viene acquistata da Silver Lake, un fondo americano di private equity, per la cifra di 3 miliardi di dollari. Chesterman rimane in carica come CEO fino al settembre dello stesso anno, mese in cui cesserà il suo incarico mantenendo il ruolo di consigliere d'amministrazione.
Terminata l'esperienza in ZPG comincia a lavorare al suo nuovo progetto, Cazoo, una piattaforma online di vendita di auto usate.
Ad ottobre 2018 partecipa come lead investor al round di raccolta fondi in pre seed di Thirdfort,  piattaforma per transazioni sicure e software anti frode.
Nel dicembre 2018 Chesterman ha raccolto oltre 30 milioni di sterline in  un round di finanziamenti pre-seed,  seguito da un ulteriore round di 50 milioni di sterline prima del lancio di Cazoo. Ha lanciato l'attività nel dicembre 2019. Nel marzo 2020 ha poi raccolto altri 100 milioni di sterline per Cazoo.
Nel dicembre del 2020 Cazoo viene quotata al New York Stock Exchange con una capitalizzazione di mercato di 6,4 miliardi di dollari.
Nel 2021 il The Sunday Times lo inserisce nella sua Rich List, stimando il suo patrimonio in 750 milioni di sterline.
A giugno del 2021 partecipa come investitore al round di raccolta fondi di serie A da 23 milioni di dollari di Lick, piattaforma di ristrutturazione di immobili.
Al novembre 2021 deposita un modulo 13D/A presso la SEC rivelando la proprietà di 186.496.856 azioni di Cazoo Group Ltd, pari al 24,4% della società.
A gennaio 2023 annuncia che si dimetterà da CEO di Cazoo per ricoprire il ruolo di executive chairman. L'8 dicembre 2023 lascia ogni incarico all'interno di Cazoo e viene sostituito da Tim Isaacs.

## Politica
Nel luglio 2016, Chesterman avrebbe avviato un'azione legale per fermare la Brexit nel caso in cui il governo britannico non avesse consentito al Parlamento di votare sull'accordo.
In occasione delle elezioni generali del 2019 dona 300 mila sterline ai Liberal Democratici.